# Українська страхова група
ПАТ «СК „Українська страхова група“» — українська страхова компанія зі штаб-квартирою в Києві.
Входить до австрійської страхової групи «Vienna Insurance Group».

## Історія
Страхова компанія «УСГ» заснована у 2000 році як правонаступниця СК «Напарс».
У 2008 році увійшла до складу однієї з найбільших міжнародних страхових груп в Центральній та Східній Європі — «Vienna Insurance Group».
Є членом Ліги страхових організацій України та Моторного (транспортного) страхового бюро України.
«УСГ» входить до першої десятки страховиків України за основними фінансовими показниками станом на 2024 рік.